# Fanny Corbaux
Fanny Corbaux (Marie Françoise Catherine Doetger ou Doetter ou Doetyer) née en 1812 et morte le 1er février 1883 à Brighton est une peintre anglaise et une commentatrice de la bible.

## Bibliographie

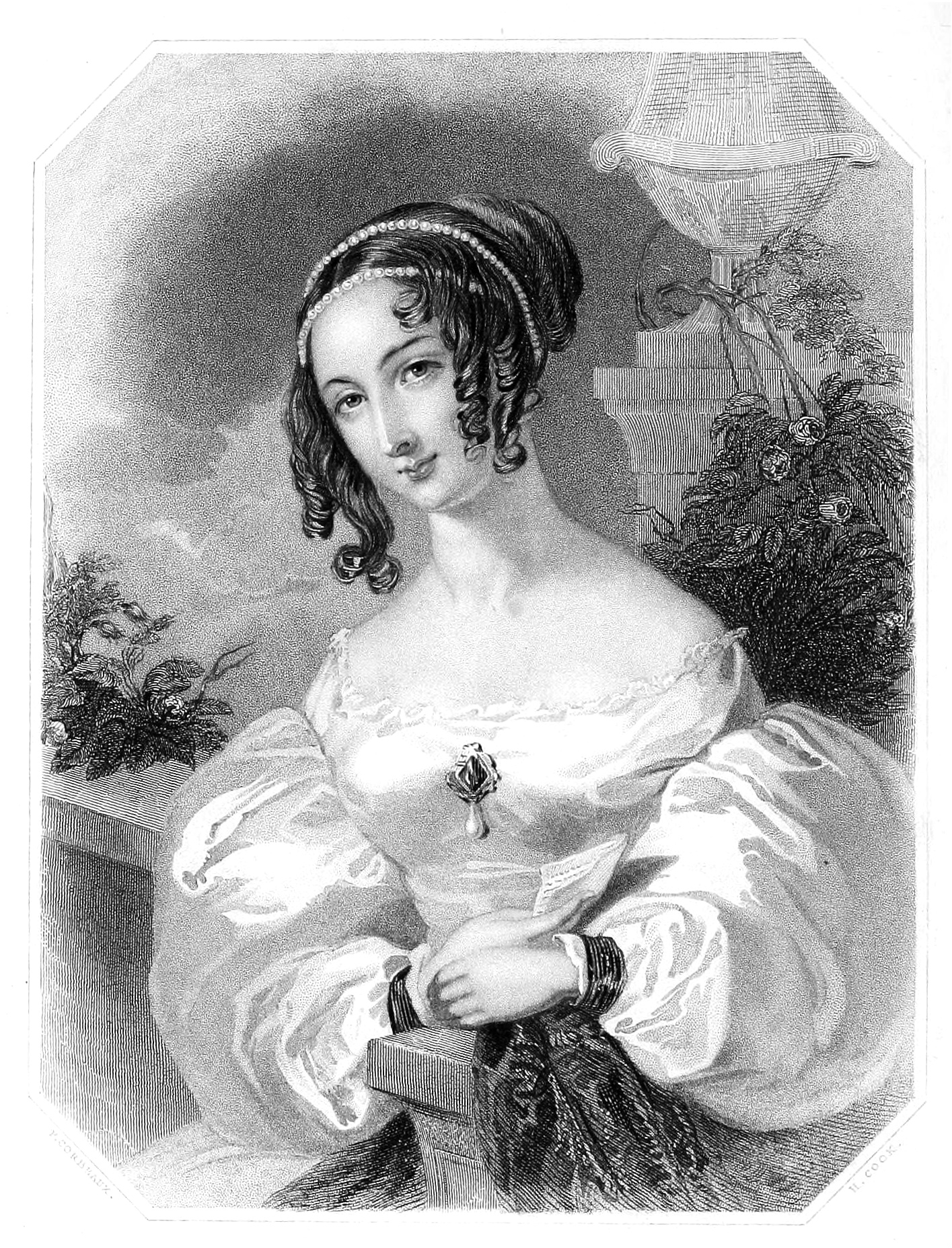
Lesbia, illustration dans Byron’s poem
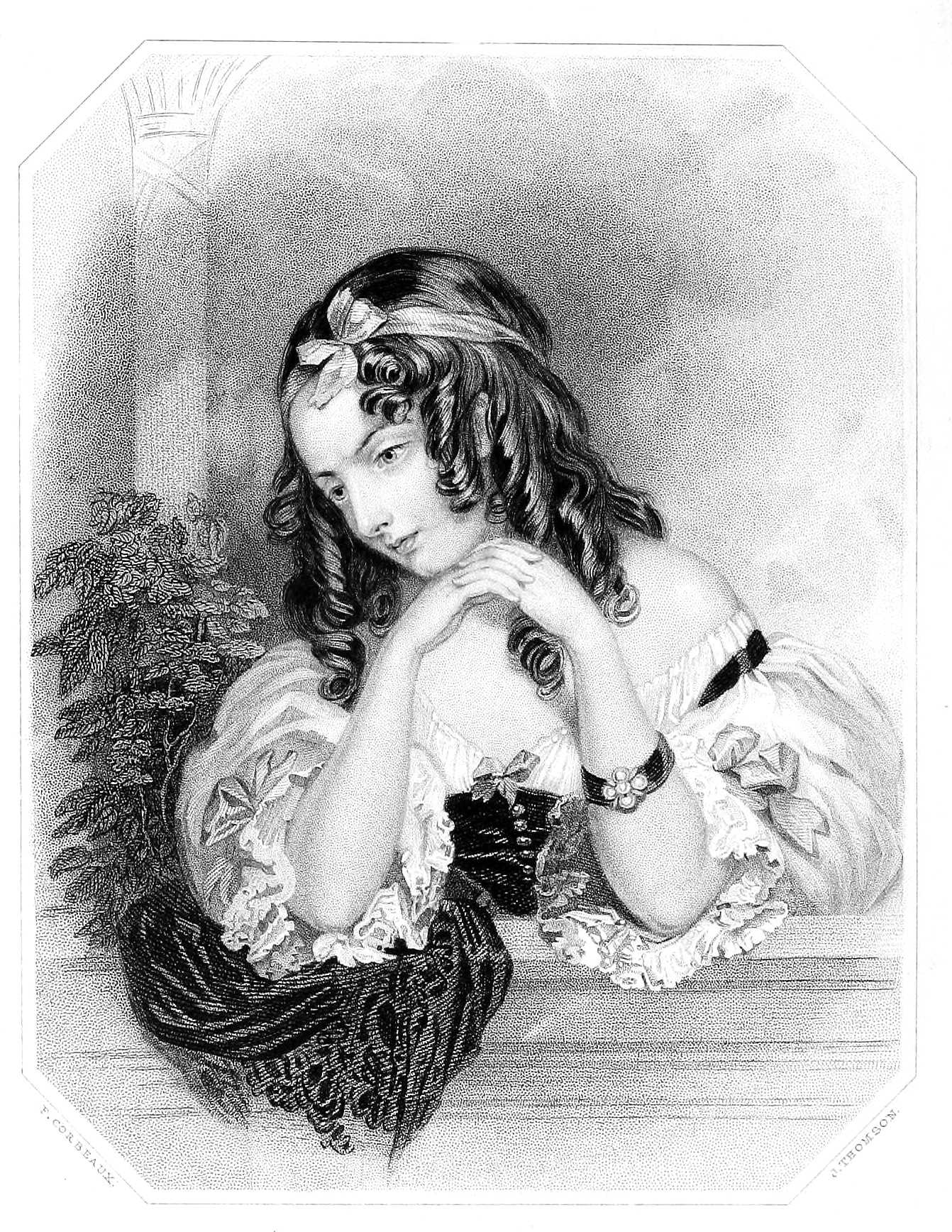
Marion, illustration dans the poem by Byron
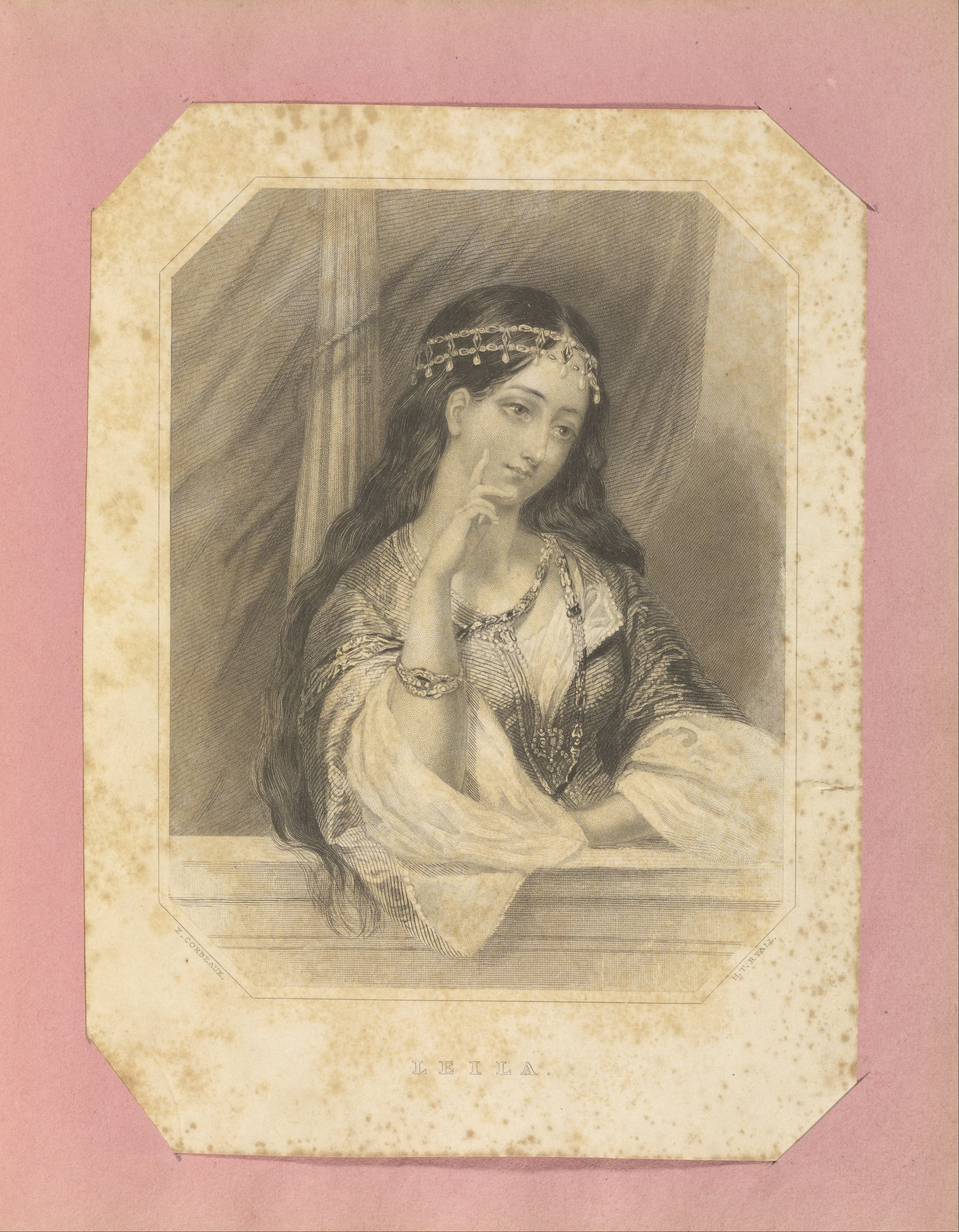
Leila, estampe, 1843, Getty center
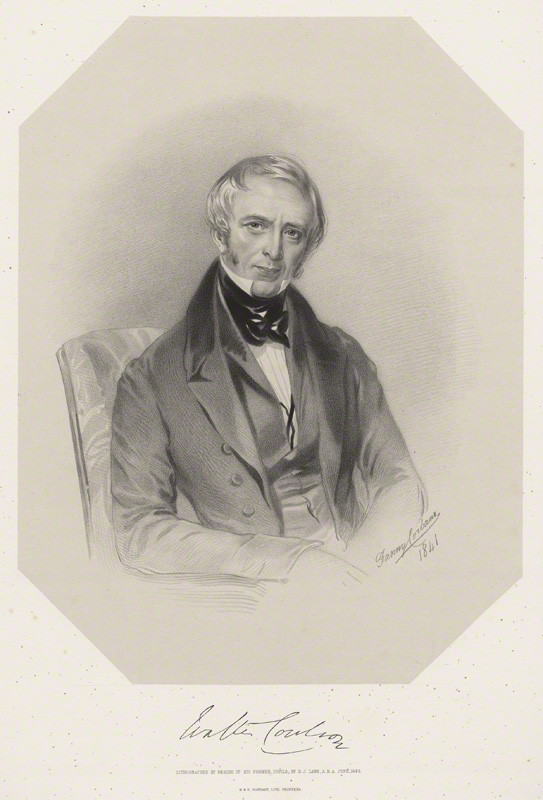
Portrait de Walter Coulson, 1848